# Emil Hallfreðsson
Emil Hallfredsson (Hafnarfjörður, 29 de junho de 1984) é um ex-futebolista islandês que atuava como meio-campo.

## Carreira

### Udinese
Hallfredsson se transferiu para a Udinese Calcio, em 2016.

### Frosinone
Hallfredsson se transferiu para a Frosinone Calcio, em 2018.

## Seleção
Hallfredsson fez parte do elenco da Seleção Islandesa de Futebol da Eurocopa de 2016, e também Hallfredason fez parte do elenco da Copa do Mundo FIFA 2018.